# Polartorsk
Polartorsken, Boreogadus saida, är en art i familjen torskfiskar. 

## Utseende
Polartorsken är påtagligt slank jämfört med andra torskfiskar. Upptill är den röd- till gråbrun, sidorna ljusare, medan buken oftast är rent silverfärgad till vit. Fenorna kan skifta i blårött. Längden är vanligen 20 till 25 centimeter, men exemplar så stora som 40 centimeter har påträffats. Den har en mycket liten skäggtöm under hakan.
Polartorsken kan bli åtminstone 7 år gammal.

## Utbredning
Fisken förekommer circumpolärt i arktiska vatten. Söderut till Island, norra Norge och Vita havet. Polartorsken är pelagisk och föredrar kallt vatten (vanligtvis med en ytvattentemperatur under 5 °C).

## Vanor
Polartorsken återfinns vanligen i ytvatten nära iskanten, även om den också kan påträffas längre ut och på djupare vatten. Den kan gå in i brackvatten i flodmynningar och fjordar. Den äter bland annat zooplankton som mysisräkor, men också små fiskar.
Polartorsken leker i kustnära vatten med en temperatur strax över 0 °C.

## Ekonomisk betydelse
Fisken fångas i stor skala, främst som industrifisk (fiskmjöl och olja).